# Achnabreck

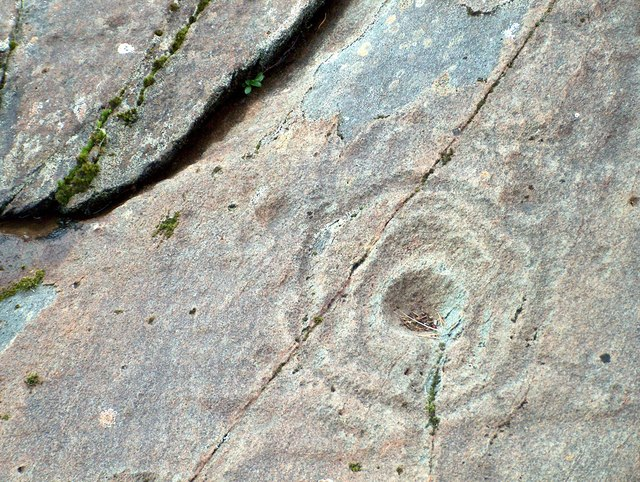
Achnabreck

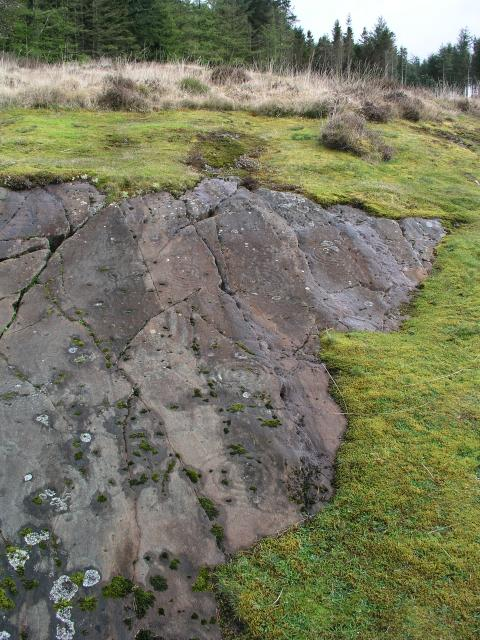
Achnabreck

Achnabreck ist der größte archäologische Fundplatz für Cup-and-Ring-Markierungen auf den Britischen Inseln. Er liegt in der Nähe von Kilmartin in der Region Argyll and Bute nahe der Westküste Schottlands.
Die Ritzungen liegen in einer Koniferenpflanzung, wo drei von Gletschern glatt geschliffene, metamorphe Felsen zu Tage treten. Man unterscheidet die untere, mittlere und obere Gruppe von Ritzungen, sowie den „östlichen Felsen“.
Zwei oder mehr konzentrische Ringe, um flache runde Gruben (deutsch „Schälchen“ – englisch cups) angeordnet, sind das Thema der Felsritzungen. In manchen Fällen umgeben sieben Ringe ein Schälchen. In einer Anzahl von Fällen führt eine gerade Rille vom Schälchen durch die Ringe hindurch, zum Rand des äußeren Ringes oder darüber hinaus. Die Ringe sind bei niedrig stehender Sonne (besonders am Spätnachmittag) deutlich zu erkennen.
Auf dem nordöstlichen, teilweise beschädigten Felsaufschluss gibt es eine größere Vielfalt an Mustern, darunter zwei doppelte und eine dreifache Spirale. Am Aufschluss in der Südostecke Ecke des Geheges findet man mehr als 15 Kombinationen von Schälchen mit mehr als sechs Ringen.
Cup-and-Ring-Markierungen, aber auch ringlose Schälchen sind Teil der besonders reichhaltigen rituellen Landschaft im Tal von Kilmartin und zieren z. B. auch einige der Menhire von Ballymeanoch. Die doppelte Spirale von Achnabreck findet lokal ihre Parallele im Steinkreis von Temple Wood.
Die Künstler der Bronzezeit bevorzugten Cup-and-Ring-Markierungen. Vielleicht verwendeten sie auch die älteren Steine wieder als Trägermaterial und fügten bei Ri Cruin und Nether Largie North nicht nur die Ringmarkierungen, sondern auch Bilder von Beilen hinzu.
Außer in Achnabreck und in Ballygowan, Cairnbaan, Glasvaar, Kilmichael Glassary und Ormaig wurden in diesem Tal größere und kleinere Markierungen an mehr als 25 Plätzen gefunden.